# Darío Silva
Darío Debray Silva Pereira (født 2. november 1972 i Treinta y Tres, Uruguay) er en tidligere uruguayansk fodboldspiller (angriber).
Sílva tilbragte størstedelen af sin karriere i europæisk fodbold, hvor han havde ophold hos italienske Cagliari, spanske Espanyol, Málaga og Sevilla, samt engelske Portsmouth. Han spillede også i sit hjemland hos både Defensor Sporting og Peñarol. Med Peñarol var han i både 1993, 1994 og 1995 med til at vinde det uruguayanske mesterskab, og blev i 1994 desuden ligaens topscorer med 19 scoringer.
Sílva spillede mellem 1994 og 2005 49 kampe for Uruguays landshold, hvori han scorede 14 mål. Han deltog ved VM i 2002 i Sydkorea og Japan. Her spillede alle uruguayanernes tre kampe i turneringen, men kunne ikke forhindre, at holdet blev slået ud efter det indledende gruppespil. Han var med landsholdet også med til at vinde bronze ved Copa América i 2004 og var også en del af truppen til Confederations Cup 1997.

## Bilulykke
Silva var i september 2006 involveret i en alvorlig bilulykke i Uruguays hovedstad Montevideo. Hans kvæstelser var så hårde, at han måtte have amputeret sit højre underben. Som følge heraf måtte han også indstille sin fodboldkarriere.

## Titler
Primera División Uruguaya
- 1993, 1994 og 1995 med Peñarol

Toto Cuppen
- 2002 med Málaga CF